# 巴克利 (新澤西州)
巴克利（英語：Barclay）是位於美國新澤西州康登縣的普查規定居民點。

## 人口
根據2020年美國人口普查的數據，巴克利的面積為4.30平方千米，皆為陸地。當地共有人口9058人，而人口密度為每平方千米2,106.51人。